# Bella Hadid
Isabella Khair Hadid (Washington D. C., 9 de octubre de 1996), más conocida como Bella Hadid, es una modelo estadounidense. En 2014 firmó con la agencia IMG Models y en 2016 debutó en el Victoria's Secret Fashion Show.

## Primeros años
Bella Hadid nació en Washington D. C., hija de la personalidad de televisión y exmodelo Yolanda Foster y del multimillonario promotor inmobiliario palestino Mohamed Hadid.
Bella tiene una hermana mayor, la modelo Gigi Hadid, y un hermano menor, Anwar Hadid. Tiene dos medio hermanas mayores, Marielle y Alana, por el lado de su padre. Tras el divorcio de sus padres, su madre se casó con el productor musical David Foster y se divorciaron en 2015. Bella es de ascendencia palestina y neerlandesa. Ella y su familia son originarios de Santa Bárbara (California).
Antes de decidir abrirse paso en el mundo del modelaje, el sueño de Bella era ser jinete de caballos, pero a causa de su enfermedad de Lyme, con la que fue diagnosticada en 2012, tuvo que alejarse y se abrió puertas dentro de la moda. En 2015 se mudó a Nueva York (Estados Unidos) para estudiar fotografía (recientemente había firmado para IMG Models) en Parson School of Design.

## Carrera

### Modelaje
2012-2014: inicios
En 2012, Hadid debutó como modelo en la 080 Barcelona Fashion para la marca Purificación García, donde la descubrió el español Juan del Olivo con 16 años. Firmó con IMG Models en 2014, siguiendo los pasos de su hermana, Gigi Hadid. 
2014-2015: salto a la fama
Hadid, en menos de dos años de modelaje, saltó a la fama después de que tuviera un lento inicio en la temporada del último año, durante la cual únicamente desfiló en unos pocos shows. Participó en la Semana de la Moda de Nueva York desfilando para Desigual. En 2015 participó en la campaña publicitaria Balmain Fall/Winter, que protagonizó junto a su hermana. Hasta ahora, Hadid se ha presentado con Tom Ford, Diane von Fürstenberg, Tommy Hilfiger, Jeremy Scott (a quien le cerró su espectáculo) y Marc Jacobs en la Semana de la Moda de Nueva York en septiembre de 2015. Modeló para Topshop, Burberry y Giles en la Semana de la Moda de Londres, y para Philipp Plein, Moschino, Missoni y Bottega Veneta en la Semana de la Moda de Milán. En diciembre de 2015 hizo su debut para Chanel y desfiló por primera vez en el Métiers d'Art, un espectáculo de lujo en Roma. Apareció en las portadas para Vogue, Seventeen y The LOVE Magazine.
2016-2017: consolidación
Su pareja es the Weeknd
En 2016 Bella debutó en su primera portada para Vogue en Vogue Türkiye y desde ese momento ha hecho muchas portadas para esta revista. Más recientemente, Hadid fue una de las ocho jóvenes modelos que fueron a Londres, como parte de una campaña de vacaciones de Topshop. En octubre de 2016 se anunció que desfilaría en el Victoria's Secret Fashion Show 2016. Ese año coincidió con su hermana Gigi, con lo cual se convirtieron en las primeras hermanas en modelar en el desfile. Hadid ha desfilado para grandes casas de moda de lujo y alta costura: Chanel, Versace, Givenchy, Burberry, Óscar de la Renta, Vivienne Westwood, Ralph Lauren, Balenciaga, Balmain, etc., y en las Fashion Week de las cuatro capitales más importantes: París, Milán, Nueva York y Londres.
2018-actualidad: modelo de prestigio
En 2018, la revista Forbes la añadió a la lista de las modelos mejor pagadas del mundo, situándola en el puesto n.º 8 y con un sueldo de 8,5 millones de dólares.
Actualmente Bella es una de las modelos mejor reconocidas en el mundo y es la cara de marcas como Dior Makeup, Max Mara, Michael Kors o Calvin Klein. También desfila en pasarelas de Chanel, Bottega o Givenchy.

### Equitación
Hadid es una jinete de equitación de nivel nacional y tenía planes de asistir a los Juegos Olímpicos de 2016 en Río de Janeiro.

## Vida personal
Problemas legales
El 22 de julio de 2014 Bella fue arrestada por la policía de Los Ángeles por conducir ebria. Le quitaron el carnet de conducir por un año y tuvo que hacer 25 horas de servicios comunitarios.
Romances
La modelo en 2015 fue pareja del cantante canadiense The Weeknd. Incluso participó en el video musical de este In The Night. Además, se exhibieron juntos en momentos como la Met Gala o los Premios Grammy. Después de un año decidieron acabar la relación. En 2018 se reconciliaron pero rompieron poco después. Al parecer Hadid es una de las principales inspiraciones de las canciones del cantante, como Die for You, Angel o As You Are.
En julio de 2021, Bella confirmó que llevaba un año de relación con el diseñador gráfico Marc Kalman. Fue en el Festival de Cannes de 2021 donde se dejaron ver por primera vez como pareja. En julio de 2023 se confirmó su ruptura con Kalman.
Salud
En 2015 se hizo público que a Hadid le habían diagnosticado la enfermedad de Lyme, contra la que su madre y su hermano menor habían luchado.
Activismo
A lo largo de los últimos años Bella Hadid ha participado en marchas a favor del movimiento por la liberación de Palestina (Free Palestine Movement) y ha compartido material sobre la situación en la zona. Asimismo, en julio de 2024 debido a sus declaraciones hacia Israel sobre el bombardeo hacia la Franja de Gaza fue retirada de la campaña de Adidas para la promoción de una reedición de las zapatillas “SL72″.

## Filmografía
Programas de telerrealidad y documentales
| Programa                             | Papel      |
| ------------------------------------ | ---------- |
| The Real Housewives of Beverly Hills | Ella misma |
| Keeping Up with the Kardashians      | Ella misma |
| Making a Model with Yolanda Hadid    | Ella misma |
| Travis Scott: Look Mom I Can Fly     | Ella misma |

Series de televisión
| Año  | Título      | Papel | Notas                                |
| ---- | ----------- | ----- | ------------------------------------ |
| 2022 | Ramy        | Lena  | Hulu Episodio "That's What She Said" |
| 2024 | Yellowstone | Sadie | Give The World Away                  |

Videos musicales
| Año  | Título                      | Artista              | Ref.   |
| ---- | --------------------------- | -------------------- | ------ |
| 2014 | Down Your Drain             | Jesse Jo Stark       | [ 19 ] |
| 2014 | Baby Love                   | Jesse Jo Stark       | [ 20 ] |
| 2015 | In the Night                | The Weeknd           | [ 21 ] |
| 2015 | Might Not (en colaboración) | Belly ft. The Weeknd | [ 22 ] |